# Alfredo Bosi
Alfredo Bosi (San Paolo, 26 agosto 1936 – San Paolo, 7 aprile 2021) è stato un critico letterario, saggista e italianista brasiliano.
La sua famiglia era di origini italiane.

## Biografia
Studiò letteratura italiana all'Università di San Paolo, dove avrebbe poi percorso tutti i gradi della carriera accademica fino a diventare docente emerito. Dopo la laurea si perfezionò in Italia, grazie a una borsa di studio offertagli dall'Università di Firenze.
Pubblicò articoli e saggi di critica letteraria, scrivendo anche in lingua italiana (a partire dalla sua tesi di dottorato, intitolata Itinerario della Narrativa Pirandelliana).
Gli autori da lui indagati furono Leopardi, Pirandello, Gramsci, Moravia, Buzzati, Manzoni, Gadda, Ungaretti, Montale, Quasimodo, Pasolini. Bosi si occupò anche di ermeneutica e di letteratura riguardante la Resistenza italiana.
Fu membro dell'Accademia brasiliana delle lettere. Ottenne due volte il Premio Jabuti e fu insignito dell'Ordem do Mérito Cultural.
Bosi è morto nel 2021, all'età di 84 anni, per complicazioni da COVID-19, lasciando due figli. 